# MIP szonda
A Moon Impact Probe (MIP) egy Hold-szonda, melyet az Indiai Űrkutatási Szervezet (ISRO) fejlesztett ki. A hold-szondát a Csandrajáan–1 juttatta célba. A MIP-et a Hold feltérképezésére használják, súlya 29 kilogramm.
A Csandrajáan–1 2008. október 22-én startolt a délkelet-indiai Ándhra Prades területen található Satich Dhawan Űrközpontból.  Az indiai automata űrszonda sikeresen pályára állt november 8-án. Amikor a Csandrajáan–1  az eredeti 5000×500 kilométeres keringési pályáról a 100 kilométeres magasságú pályát elérte kibocsátotta a MIP-et, mely körülbelül 30 percnyi szabadesés után a Holdba csapódott.

## November 14.
A Hold-szonda 2008. november 14-én - Dzsaváharlál Nehru születésnapjának 121. évfordulóján - indiai idő szerint 20:31-kor (15:01 UTC) sikeresen becsapódott a Hold déli sarkánál. Ahogy esett a feldolgozott információkat az "anya" műholdnak továbbította, mely a rádió hatósugarában küldte tovább az adatokat a Földnek. Ahogy a MIP szonda közeledett a felszínhez kigyulladt, lelassulva landolt. Kezdetét vette a szonda küldetésének második része. A MIP szonda kamerái egyesével bekapcsolódtak, a kétéves kutatás elindult.
A MIP csak az egyik a Csandrajáan–1 11 űreszközei közül.
A MIP oldalára egy india zászló van festve. Az esemény november 14-ei dátumát azért választották az indiaiak, mert Dzsaváharlál Nehru volt a független India első miniszterelnöke és ő emelte fel a független India zászlaját augusztus 15-én. Egyébként Mahátma Gandhi támogatta Dzsaváharlál Nehrut, aki később befolyásos politikussá érett. Dzsaváharlál Nehru a Brit Birodalomtól való elszakadásért, a teljes indiai függetlenségért harcolt.
Ezzel India a negyedik ország a világon, amelyik nemzete zászlaját fotózhatja a Holdon, a Szovjetunió, az Amerikai Egyesült Államok és Japán után. India az első, akinek vezérelt Hold-szondája leszállt a Szovjetunió 1976-os akciója után, a  Luna 24 után.
A küldetés célja, hogy a szükséges technológiai eszközök kifejlesztését előmozdítsa, működését demonstrálja, hogy a következőkben "puha" leszállást is kivitelezhessenek. Közvetlen közelről tudja kutatni a Holdat.
Három eszközt tartalmaz a MIP. Radar magasságmérő adatait a következő landolásokhoz felhasználják, melyet a szonda a szabadesés közben rögzített. Működési frekvenciája a  4.3 GHz ± 100 MHz -s hullámsáv között van. Tartalmaz az eszköz egy analóg CCD kamerát, mely közeli távolságú felvételt készít. A harmadik eszköz egy tömegspektrometria mérésére alkalmas műszer. Ez utóbbi a Hold légkörének összetevőit mérte a leszállás során. 0.5 U felbontásban gyűjti az adatokat, a részleges nyomás érzékenysége 1.3×10−11 Pascal.

## Külső hivatkozások
- Moon Impact Probe (MIP) hivatalos weblapja (angol)